# Grainau
Grainau è un comune tedesco di 3 649 abitanti, situato nel land della Baviera.